# Górnik Zabrze
Górnik Zabrze je  poljski nogometni klub. Navijači so organizirani pod imenom Torcida Górnik.

## Dosežki
- Državni prvak: (14)

1957, 1959, 1961, 1963, 1964, 1965, 1966, 1967, 1971, 1972, 1985, 1986, 1987, 1988
- Pokalni zmagovalec: (6)

1965, 1968, 1969, 1970, 1971, 1972
- Superpokal: (1)

1988

## Znani bivši igralci
| - Zygmunt Anczok - Henryk Bałuszyński - Jakub Błaszczykowski - Grzegorz Bonin - Jerzy Brzęczek - Krzysztof Bukalski - Ryszard Cyron - Alexander Famulla - Seweryn Gancarczyk - Jerzy Gorgoń - Tomasz Hajto - Andrzej Iwan - Róbert Jež - Ireneusz Jeleń - Ryszard Komornicki - Kamil Kosowski - Roman Lentner - Włodzimierz Lubański - Waldemar Matysik | - Arkadiusz Milik - Andrzej Niedzielan - Stanisław Oślizło - Boris Peškovič - Lukas Podolski - Ernest Pohl - Daniel Sikorski - Radosław Sobolewski - Andrzej Szarmach - Zygfryd Szołtysik - Krzysztof Świerczyna - Jan Urban - Tomasz Wałdoch - Józef Wandzik - Māris Smirnovs - Robert Warzycha - Erwin Wilczek - Tomasz Zahorski |